# Leb i sol 2
Leb i sol 2 drugi je studijski album makedonskog jazz/rock sastava Leb i sol, koji izlazi 1978. godine, a objavljuje ga diskografska kuća PGP RTB.
Album sadrži nekoliko odličnih instrumentala, od kojih je najzapaženija skladba "Aber dojde donke", a za vokalnu pjesmu "Talasna dužina", tekst je napisao Vlatkov brat, Goran Stefanovski. Nakon toga Goran će ostvariti dugotrajnu suradnju sa sastavom Leb i sol. Materijal sadrži još i skladbe "Marija", "Akupunktura" i "Uzvodno od tuge", koje su postale radijski hitovi.
Prema glasovima čitatelja časopisa Džuboks, 1978. godine osvajaju titulu sastava godine, a te godine dobivaju još neke značajnije nagrade.

## Popis pjesama

### A strana
1. "Akupunktura" (4:05)
  - Autor -Vlatko Stefanovski
2. "Kako ti drago" (4:02)
  - Autor -Bodan Arsovski
3. "Aber dojde donke" (4:55)
  - Autor -Leb i sol
4. "Talasna dužina" (4:20)
  - tekst - Goran Stefanovski
  - Glazba -Vlatko Stefanovski

### B strana
1. "Dikijeva igra" (4:00)
  - Autor - Garabet Tavitijan
2. "Uzvodno od tuge" (4:15)
  - Autor - Nikola Dimuševski
3. "Marija" (6:35)
  - Autor - Vlatko Stefanovski
4. "Bonus" (1:46)
  - Tekst - Goran Stefanovski
  - Glazba - Vlatko Stefanovski

## Izvođači
- Vlatko Stefanovski - gitara, vokal
- Koki Dimuševski - klavijature
- Bodan Arsovski - bas gitara
- Garabet Tavitijan - bubnjevi, vibrafon

### Produkcija
- Producent - Josip Boček
- Aranžer - Leb i sol
- Tehničar - Tahir Durkalić

## Vanjske poveznice
- Discogs.com - Recenzija albuma Leb i sol 2